# Kostel svatého Michaela archanděla (Żernica)
Kostel svatého Michaela archanděla (polsky: Kościół św. Michała Archanioła) je historický římskokatolický kostel v Żernici, okres Gliwice, Slezské vojvodství a náleží do děkanátu Gliwice-Ostropa, diecéze gliwické, je farním kostelem farnosti svatého Michaela archanděla v Żernici.
Dřevěný kostel je v seznamu kulturních památek Polska pod číslem A/299/56 z 2. 11. 1956 a 375/60 z 10. 3. 1960  a je součástí Stezky dřevěné architektury v Slezském vojvodství.

## Historie
První zmínka o vesnici Żernici pochází z roku 1246 a od roku 1283 byla pod správou cisterciáků z Rud. Zmínky o farním kostele jsou z roku 1376 a 1447. Kostel byl zničen v době husitských válek v 15. století (1425–1430). Výstavba nového kostela v roce 1661 byla pod patronací cisterciáckého opata Andrease Emanuela Pospela. Na základě dendrochronologických výzkumů vyplývá, že nejstarší část kostela je věž z roku 1518, ke které postupně byly přistavena loď a kněžiště. Kostel byl mnohokrát opravován a rekonstruován. Doložená oprava kostela je z roku 1813 (oprava věže), 1836 (oprava kůru a sakristie), 1856 (zesílení stěn), 1858 (konstrukce sanktusníku). V roce 1864 proběhla generální oprava, další rekonstrukce a opravy byly v roce 1889, 1907, 1929, 1931–1932, 1943–1944 a 1967.
Po postavení nového kostela v Żernici stará svatyně chátrala a teprve v letech 1998–2008 byla provedena celková rekonstrukce, která zahrnovala jak konzervaci konstrukce kostela tak i obnovení jeho interiéru. V době oprav byl proveden dendrochronologický výzkum.
Po ukončení oprav 28. září 2008 biskup Gerard Kusz kostel znovu vysvětil. V kostele se konají pravidelné bohoslužby. Kostel je možné prohlédnout.

## Architektura
Jednolodní orientovaná dřevěná stavba roubené konstrukce (převážně jedlové dřevo) na cihelno-kamenné podezdívce. Věž čtvercového půdorysu má konstrukci štenýřovou pokrytou šindelem se zvonovým patrem bedněným deskami. Střecha věže je jehlanová krytá šindelem. Ve zvonovém patře se nachází jeden zvon, ostatní byly rekvírovány v době druhé světové války. Loď má půdorys čtvercový v západní části se nachází kruchta s malou předsíni. Východní část lodi je ukončena trojbokým závěrem. Ke kněžišti byla přistavěna na severní straně sakristie obdélníkového půdorysu. Střecha je sedlová krytá šindelem. Sanktusník má šestibokou lucernu zakončenou šindelovou jehlovou střechou. Kolem severozápadního rohu kostela jsou soboty.

## Interiér
Kněžiště je užší a nižší než loď s valenou klenbou, vítězný oblouk je oddělen profilovaným příčným trámem a přechází v snížený plochý strop lodi. Hudební kruchta (původně plnila roli babince) je podepřena dvěma ozdobnými dřevěnými sloupy. Kostel má dva vchody. První vede v západní části podvěžím a pod kruchtou. Druhý vchod vede z jižní strany, nad ním je empora napojená na kruchtu, podepřená dvěma šroubovými dřevěnými sloupy.
Interiér kostela je barokní. Hlavní dvoustupňový zlacený oltář je barokní z roku 1648 s obrazem svatého Michaela archanděla bojujícího s ďáblem. Na evangelijní straně na bočním pozdně barokním oltáři z roku 1756 obraz Panny Marie s dítětem. Na epištolní straně na bočním klasicistním oltáři z poloviny 19. století se nachází obraz svatého Jozefa a svaté Barbory. V kostele na stěnách a plochém stropě je bohatá polychromie z roku 1661 a z druhé poloviny 19. století. Polychromie byly odkryty a restaurovány při rekonstrukci kostela v letech 2001–2008. Témata maleb vycházejí z evangelia, představují výjevy z Bible nebo sedmi svátostí (evangelijní strana kněžiště), tvoří tzv. Bibli pro chudé. V kostele se nachází poprsí svaté Barbory a svaté Doroty z roku 1500, dřevěný kříž z roku 1700, skříně v sakristii z roku 1691, barokní ambona z roku 1671 a originální dveře pobité železnými hřeby druhé poloviny 17. století.

## Galerie

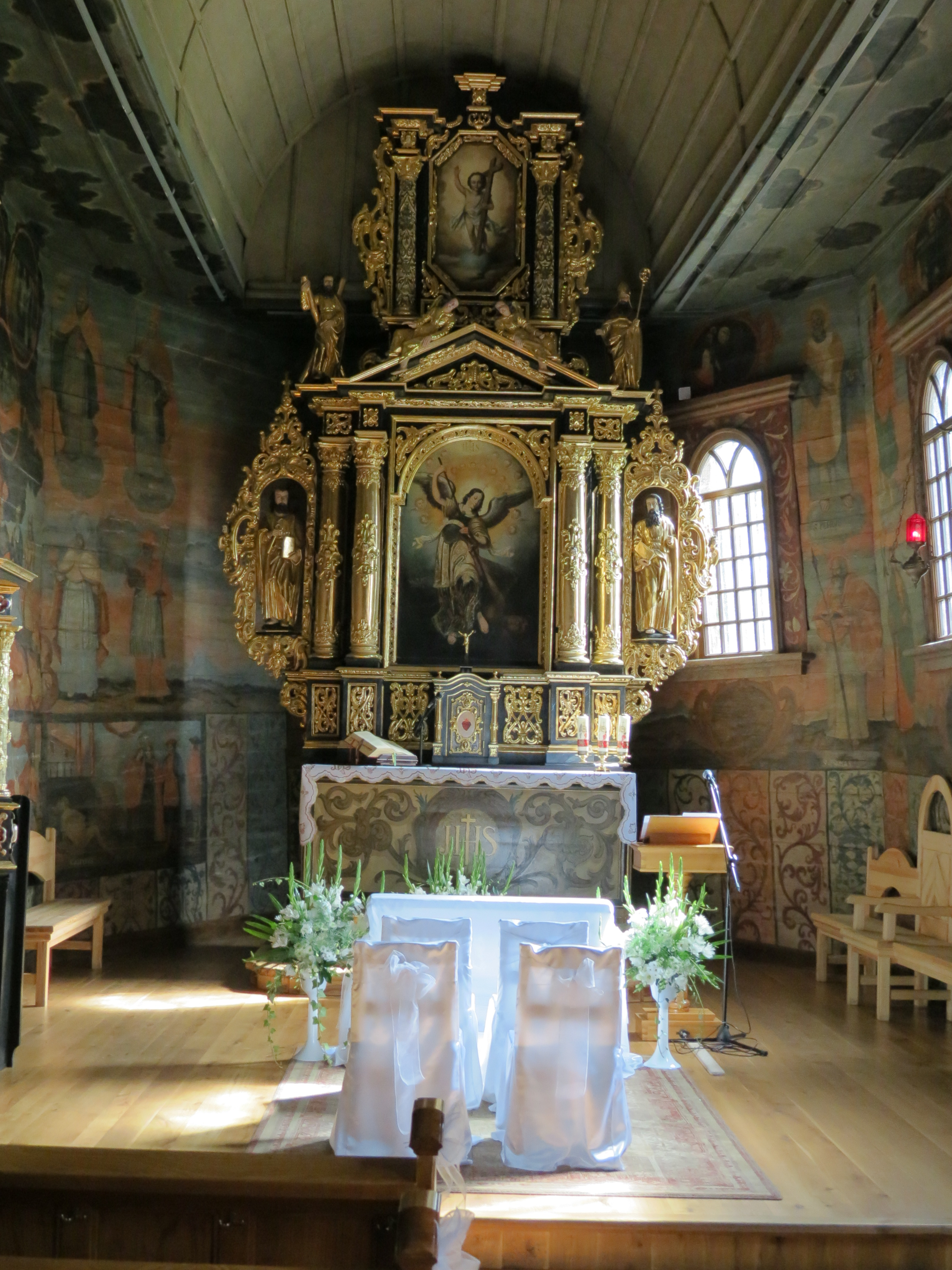
Hlavní oltář
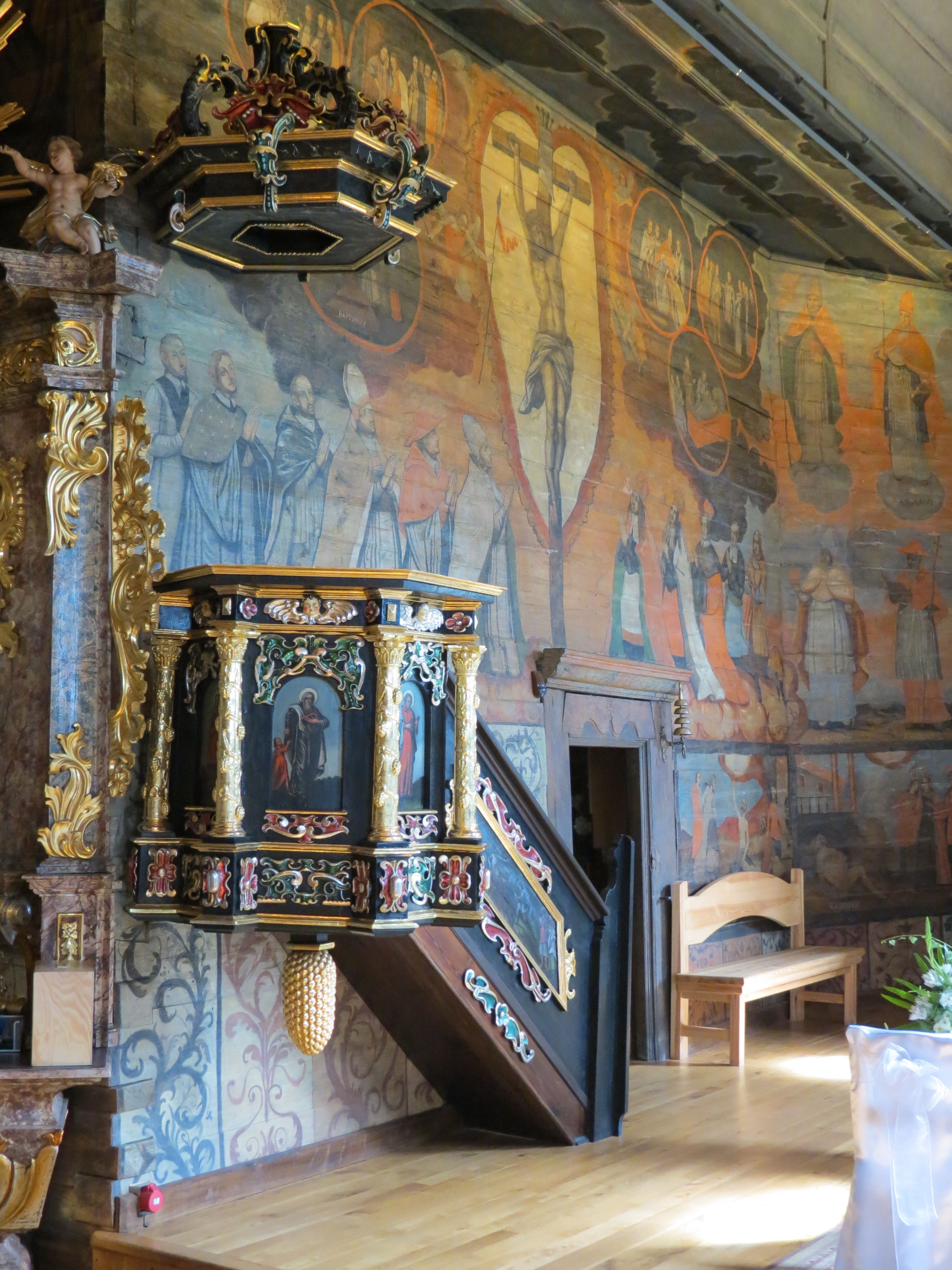
Kazatelna
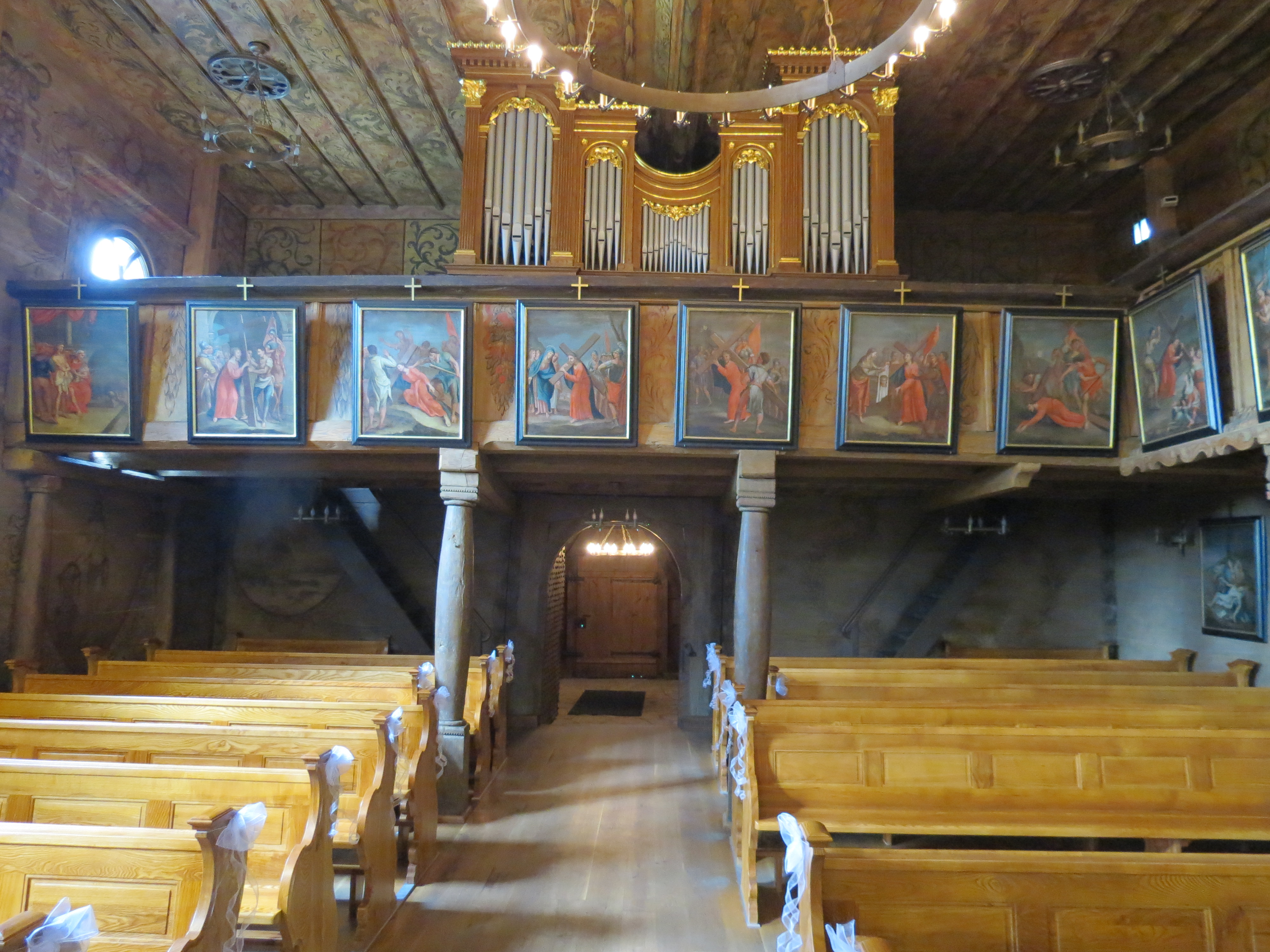
Hudební kůr a varhany
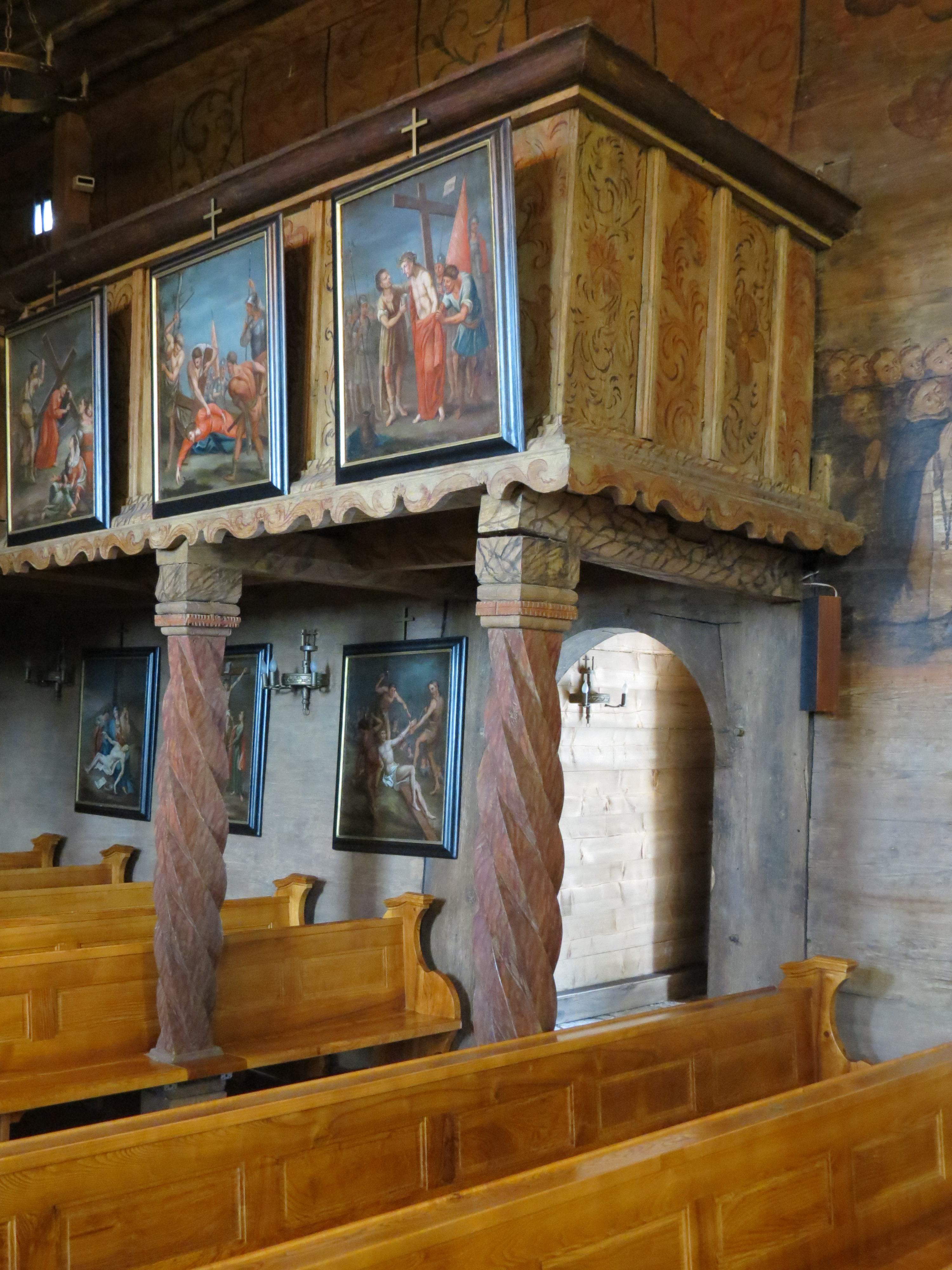
Empora nad bočním vchodem
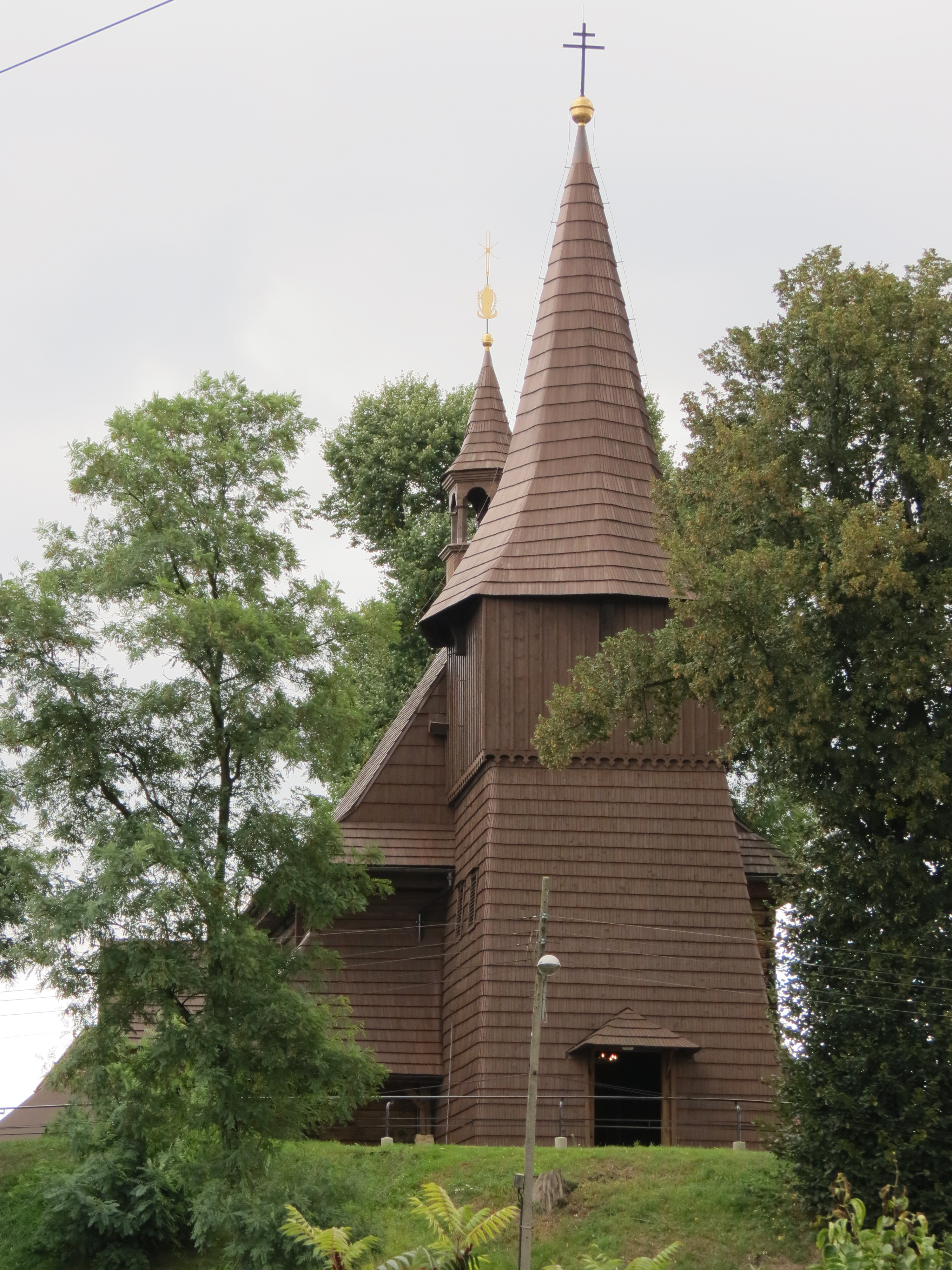
Věž
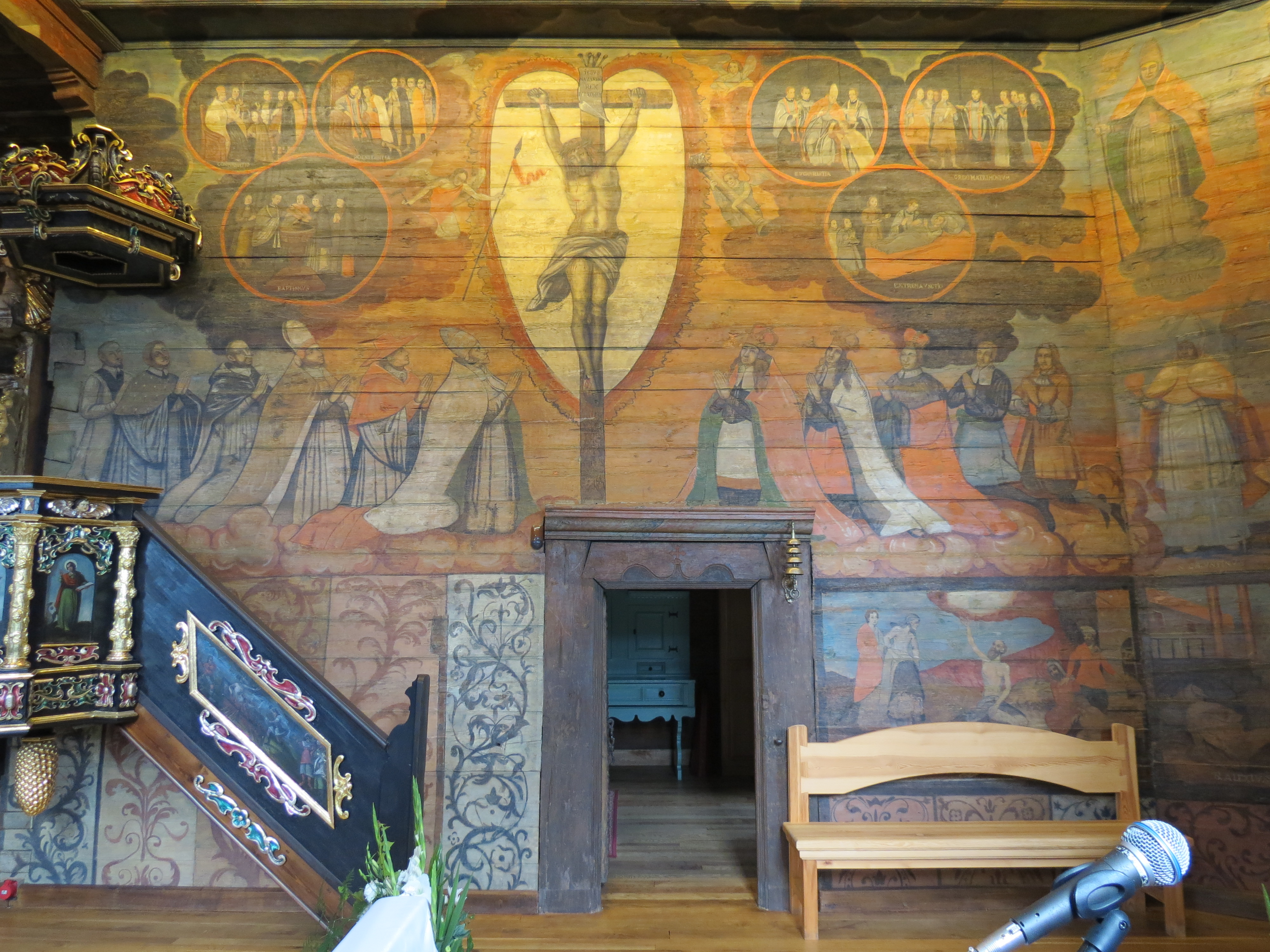
Malby nad vchodem do sakristie